# 평영

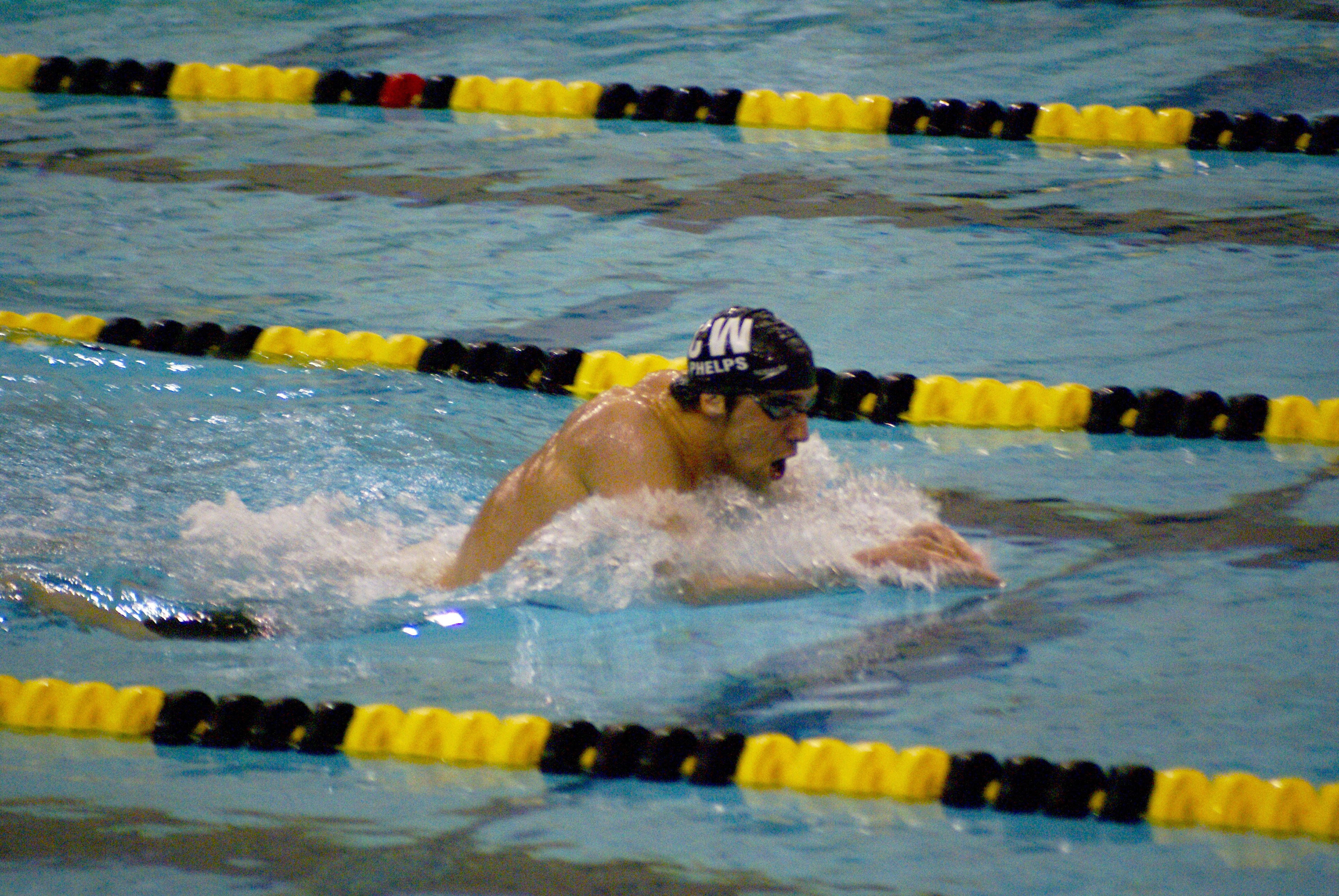
2008 미주리 그랑프리 대회에서 평영을 구사하고 있는 마이클 펠프스.

평영(平泳, 문화어: 가슴헤엄, 영어: breaststroke)은 수영 영법이다. 수영 도중 많은 시간 동안 얼굴을 수면 위로 내밀 수 있으며, 또한 안정적으로 헤엄칠 수 있기 때문에 쉬엄쉬엄 헤엄을 치는 사람들이 많이들 구사하는 영법이다. 대부분의 수영 초보자들은 크롤 영법이나 평영 영법부터 시작해서 수영을 배운다.
하지만, 사람들은 수영 경기 종목 중 평영을 가장 어려운 영법으로 꼽고 있다. 평영이 다른 영법에 비해 상당한 지구력과 다리 힘을 요구하기 때문이다. 영법 그 자체로만 보면 경쟁 영법들 중 속도가 가장 느린 편에 속하며 모든 영법 가운데 가장 오래된 것으로 간주된다.

## 영법
일반적으로 개구리헤엄이라 부른다. 수면에 엎드린 자세로 몸의 전면을 수평이 되도록 하고 머리는 항상 수면 위에 내놓는다. 팔은 수중에서 동시에 양쪽을 가르듯이 하고 다시 물을 그러모으듯 가슴에 모은다. 발은 무릎을 구부려 양발을 동시에 엉덩이 쪽으로 모았다가 찬다.

### 다리 동작
무릎이 가라앉으면 마찰저항이 심해지기 때문에 무릎이 너무 가라앉아서는 안 된다. 그 다음 찌르며 차는 단계를 위해 양 발을 바깥쪽으로 향하게 한다. 찌르며 차는 단계에서는, 다리를 처음 상태로 되돌아가도록 타원을 그리며 찬다. 평영 다리 동작 시에는 무릎을 모은다. 다리를 찌르며 차는 단계에서보다 발을 끌어당기는 단계에서 다리의 동작이 느리다. 다시 말해, 물을 차서 다리를 곧게 뻗는 단계에서는 추진력을 많이 얻어야 하며, 발을 끌어당기는 단계에서는 저항력(마찰력)을 줄여야 한다. 발을 끌어당기는 단계에서는, 무릎 아래의 종아리와 발이 무릎 위의 넓적다리가 지나간 자리를 지나간다. 또한 발이 뒤쪽을 향한다. 물을 차서 다리를 곧게 뻗는 단계에서는, 넓적다리, 종아리, 발이 제각기 항적(航跡)을 남긴다. 이때 양발의 평평한 부분이 앞쪽으로의 최대의 추진력을 얻기 위한 수중익(고속정(艇)의 하부의 이수(離水) 장치, hydrofoil) 역할을 한다.
